# Margot Thien
Margot Thien, född den 29 december 1971 i San Diego, USA, är en amerikansk konstsimmare.
Hon tog OS-guld i lagtävlingen i konstsim i samband med de olympiska konstsimstävlingarna 1996 i Atlanta.